# Eskilstuna City Fotbollklubb
L'Eskilstuna City Fotbollklubb è una società calcistica svedese con sede nella città di Eskilstuna. Milita nella Division 2, la quarta divisione del campionato svedese. La squadra gioca le partite casalinghe al Tunavallen.

## Storia
La squadra è stata fondata il 1º novembre 1907 con il nome di IK City. Il City ha giocato una stagione in Allsvenskan, nel campionato 1925-1926, classificandosi all'ultimo posto e pertanto retrocedendo. Dal 1988 al 2011, la squadra ha militato in Division 2, venendo poi promossa in Division 1, per restarci fino al 2013. Dal 2000, la società ha adottato l'attuale denominazione.
Dal 2006, l'Eskilstuna City lavora in sinergia con l'Eskilstuna Södra, compagine militante nelle divisioni inferiori del campionato svedese e in cui vengono spesso mandati in prestito i giovani calciatori affinché possano fare maggiore esperienza.

## Palmarès

### Competizioni nazionali
- Division 2: 1

2011